# Naemorhedus griseus
Naemorhedus griseus (лат.) — парнокопытное млекопитающее из подсемейства козлиных семейства полорогих. Обитают в Бирме, Китае, Индии, Таиланде, Вьетнаме, и, возможно, Лаосе.

## Описание
Обитают на лесистых склонах гор на высоте от 910 до 2400 м, однако есть сообщения, что китайских горалов видели на высоте до 4100 м.
Живут небольшими группами по 4—12 особей. Старые самцы ведут одиночный образ жизни. Максимальная продолжительность жизни 15 лет.
Масса тела от 22 до 35 кг. Подшерсток с длинным грубым волосом защищает от холодного воздуха на большой высоте и холодного климата. Летом шерсть короче и тоньше. Самцы имеют короткую гриву и более длинные конических рога, длина рогов у самцов до 230 мм, а у самок — до 190 мм.
Питаются листьями, ветками, кустарниками и орехами зимой, летом могут пастись на травах.
Естественными хищниками являются красный волк, леопард, рысь и тигр.

## Размножение
Самцы и самки достигают половой зрелости в возрасте 3 лет. Брачный сезон в сентябре — октябре. Продолжительность беременности от 170 до 218 дней. Роды в мае — июне, в помете обычно 1 детёныш.

## Охранный статус
Находятся под угрозой исчезновения из-за охоты.

## Подвиды
Образует 2 подвида, которые некоторыми исследователями выделяются в самостоятельные виды:
- Naemorhedus griseus griseus (= Naemorhedus griseus) — Китайский серый горал[3], южный и восточный Китай;
- Naemorhedus griseus evansi (= Naemorhedus evansi) — Бирманский серый горал[3], крайний юг Китая, центральная и южная Бирма, северный Таиланд.